# Collocalia esculenta

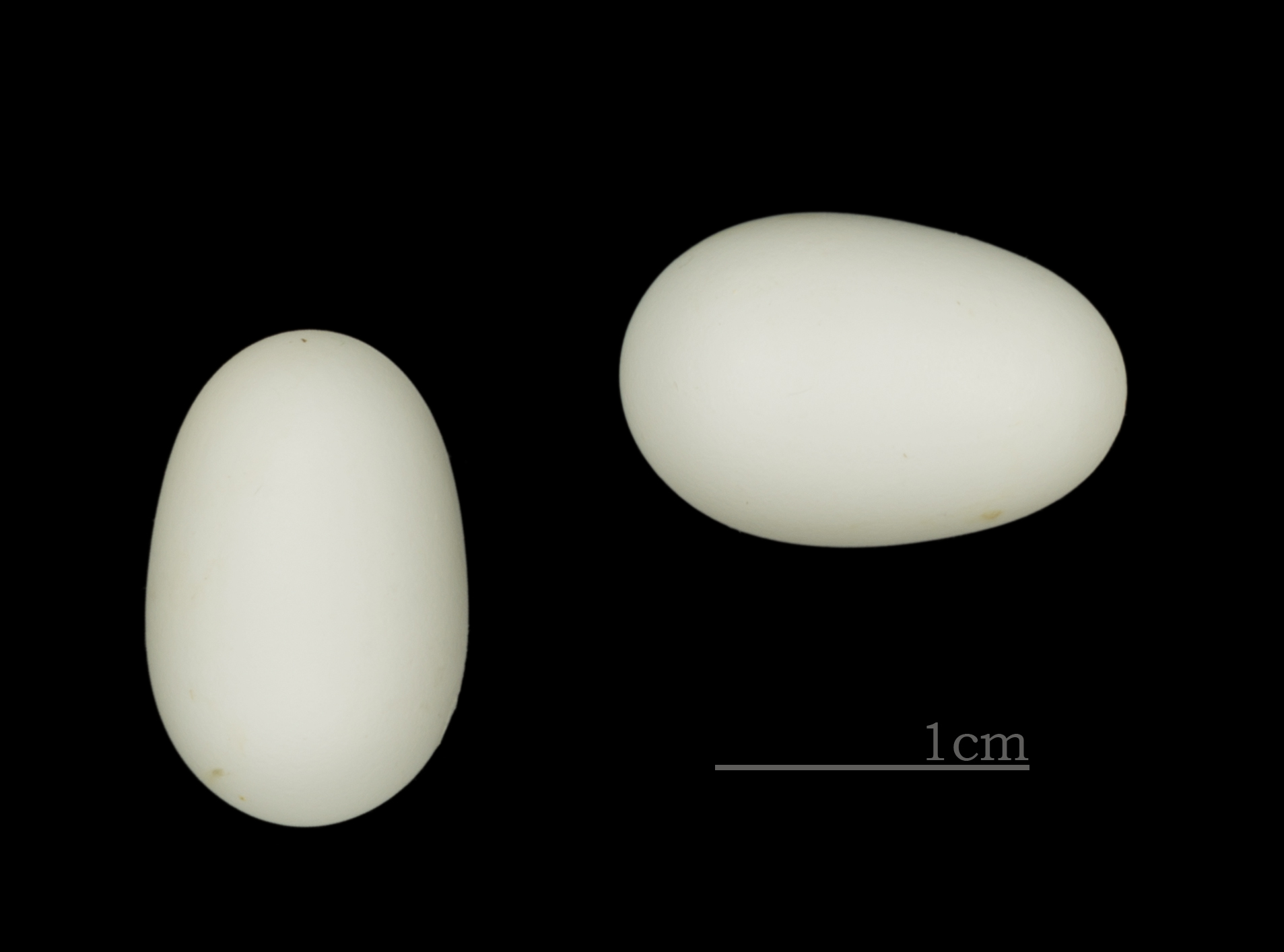
Huevos de Collocalia esculenta

La salangana lustrosa o rabitojo devientre blanco (Collocalia esculenta) es una especie de ave apodiforme de la familia Apodidae que vive en el Sudeste Asiático y Melanesia.

## Descripción
Mide entre 9-11,5 cm de largo. El plumaje de sus partes superiores es negro azulado brillante, incluido el obispillo. Su pecho es negro, y su vientre y costados son blancos, con montitas negras en los bordes. Sus alas son largas con las puntas redondeadas y su parte inferior negra. Su cola es ligeramente ahorquillada pero con extremos redondeados, y alguna manchita blanca.

## Distribución
Puede encontrarse en el extremo sur de Birmania, Brunéi, isla de Navidad, Indonesia, Malasia, Nueva Caledonia, Papúa Nueva Guinea, Filipinas, Singapur, islas Andaman, islas Salomón, Tailandia, Timor Oriental y Vanuatu.